# Mavroneri

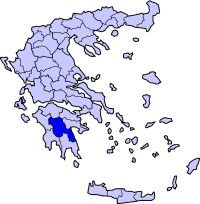
Arkadiens position i Grekland.

Mavroneri (grekiska: svart vatten) är en flod som anses identisk med den mytologiska floden Styx (mytologi) i den grekiska mytologin. Mavroneri ligger i Arkadien på Peloponnesos
Vissa forskare har spekulerat i att vatten från Mavroneri användes för att förgifta Alexander den store.